# A Missão
The Mission (bra/prt: A Missão) é um filme britânico de 1986 do gênero drama histórico, dirigido por Roland Joffé, com roteiro de Robert Bolt e trilha sonora de Ennio Morricone.

## Sinopse
No final do século 18, Rodrigo Mendoza é um mercador de escravos espanhol que faz da violência seu modo de vida, mata o próprio irmão na disputa pela mulher que ama. Porém, o remorso leva-o a juntar-se aos jesuítas, nas florestas brasileiras. Lá, ele fará de tudo para defender os índios que antes escravizara.

## Elenco principal
- Robert De Niro.... Rodrigo Mendoza
- Jeremy Irons.... Padre Gabriel
- Liam Neeson.... Fielding
- Ray McAnally.... Altamirano
- Aidan Quinn.... Felipe Mendoza
- Cherie Lunghi.... Carlotta
- Ronald Pickup.... Hontar
- Chuck Low.... Cabeza

## Prêmios e indicações
| Prêmio                  | Categoria                        | Recipiente                                                | Resultado                 |
| ----------------------- | -------------------------------- | --------------------------------------------------------- | ------------------------- |
| BAFTA 1987              | Melhor ator coadjuvante          | Ray McAnally                                              | Venceu                    |
| BAFTA 1987              | Melhor trilha sonora             | Ennio Morricone                                           | Venceu                    |
| BAFTA 1987              | Melhor montagem                  | Jim Clark                                                 | Venceu                    |
| BAFTA 1987              | Melhor cinematografia            | Chris Menges                                              | Indicado                  |
| BAFTA 1987              | Melhor filme                     | Fernando Ghia, David Puttnam (prod.), Roland Joffé (dir.) | Indicado                  |
| BAFTA 1987              | Melhor direção                   | Roland Joffé                                              | Indicado                  |
| BAFTA 1987              | Melhor roteiro original          | Robert Bolt                                               | Indicado                  |
| BAFTA 1987              | Melhor figurino                  | Enrico Sabbatini                                          | Indicado                  |
| BAFTA 1987              | Melhor design de produção        | Stuart Craig                                              | Indicado                  |
| BAFTA 1987              | Melhor som                       | Ian Fuller, Bill Rowe, Clive Winter                       | Indicado                  |
| BAFTA 1987              | Melhores efeitos visuais         | Peter Hutchinson                                          | Indicado                  |
| Prêmio David 1987       | Melhores produtores estrangeiros | Fernando Ghia, David Puttnam                              | Venceu[carece de fontes?] |
| Festival de Cannes 1986 | Palma de Ouro (melhor filme)     | Fernando Ghia, David Puttnam (prod.)                      | Venceu                    |
| Festival de Cannes 1986 | Prêmio CST                       | Fernando Ghia, David Puttnam (prod.)                      | Venceu                    |
| Globo de Ouro 1987      | Melhor filme - drama             | Fernando Ghia, David Puttnam (prod.)                      | Indicado                  |
| Globo de Ouro 1987      | Melhor direção                   | Roland Joffé                                              | Indicado                  |
| Globo de Ouro 1987      | Melhor ator - drama              | Jeremy Irons                                              | Indicado                  |
| Globo de Ouro 1987      | Melhor roteiro                   | Robert Bolt                                               | Venceu                    |
| Globo de Ouro 1987      | Melhor trilha sonora             | Ennio Morricone                                           | Venceu                    |
| Oscar 1987              | Melhor fotografia                | Chris Menges                                              | Venceu                    |
| Oscar 1987              | Melhor filme do ano              | Fernando Ghia, David Puttnam (prod.)                      | Indicado                  |
| Oscar 1987              | Melhor direção                   | Roland Joffé                                              | Indicado                  |
| Oscar 1987              | Melhor direção de arte           | Stuart Craig, Jack Stephens                               | Indicado                  |
| Oscar 1987              | Melhor edição                    | Jim Clark                                                 | Indicado                  |
| Oscar 1987              | Melhor figurino                  | Enrico Sabbatini                                          | Indicado                  |
| Oscar 1987              | Melhor trilha sonora original    | Ennio Morricone                                           | Indicado                  |
| César 1987              | Melhor filme estrangeiro         | Fernando Ghia, David Puttnam (prod.)                      | Indicado                  |

## Contexto histórico
O contexto histórico do filme é o contexto da Guerra Guaranítica, que ocorreu entre (1750 - 1756 ) e envolveu os índios guaranis e as tropas espanholas e portuguesas no sul do Brasil após a assinatura do Tratado de Madrid, no dia 13 de janeiro de 1750. Os índios guaranis da região dos Sete Povos das Missões recusaram-se a deixar suas terras no território de Rio Grande do Sul e transferir-se para o outro lado do rio Uruguai, conforme ficara acertado no acordo de limites entre Portugal e Espanha.